# كاشريس صقلي
الكاشريس الصقلي (باللاتينية: Cachrys sicula) نوع نباتي ينتمي إلى جنس الكاشريس من الفصيلة الخيمية.

## البيئة والانتشار
موطن هذا النوع المغرب العربي وإيطاليا وإسبانيا والبرتغال.

## مرادفات للاسم العلمي
- (باللاتينية: Hippomarathrum pterochlaenum Boiss., nom. illeg.)
- (باللاتينية: Hippomarathrum libanotis subsp. pterochlaenum (Boiss.) Maire)
- (باللاتينية: Cachrys crispata Pomel)
- (باللاتينية: Cachrys pterochlaena DC.)
- (باللاتينية: Hippomarathrum pterochlaenum (DC.) Boiss.)
- (باللاتينية: Hippomarathrum siculum (L.) Hoffmanns. & Link)
- (باللاتينية: Ulospermum siculum (L.) Link)
- (باللاتينية: Hippomarathrum bocconei var. brachylobum Batt.)
- (باللاتينية: Hippomarathrum bocconei subsp. crispatum (Pomel) Batt.)
- (باللاتينية: Hippomarathrum brachylobum (Batt.) Sennen & Mauricio)
- (باللاتينية: Hippomarathrum libanotis var. crispatum (Pomel) Maire)
- (باللاتينية: Hippomarathrum libanotis var. crispulum Maire)
- (باللاتينية: Hippomarathrum libanotis subsp. pterochlaenum (Boiss.) Maire)